# گئورگی ژارکوف
گئورگی ژارکوف (روسی: Георгий Иванович Жарков؛ ۱۹ اوت ۱۹۱۵ – ۱۹ اکتبر ۱۹۸۱) بازیکن فوتبال اهل اتحاد جماهیر شوروی سوسیالیستی بود.
از باشگاه‌هایی که در آن بازی کرده‌است می‌توان به باشگاه فوتبال زسکا مسکو، باشگاه فوتبال ایسکرا اسمولنسک، و باشگاه فوتبال تورپدو مسکو اشاره کرد.